# Richard von Schaukal

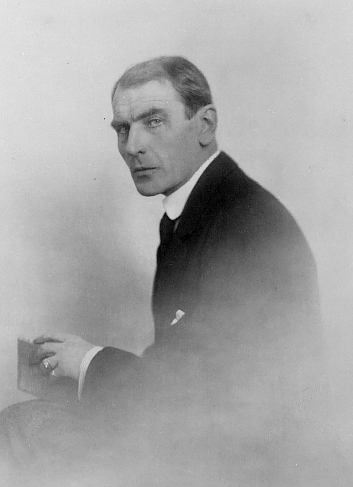
Richard Schaukal, Foto von Hermann Clemens Kosel, 1924

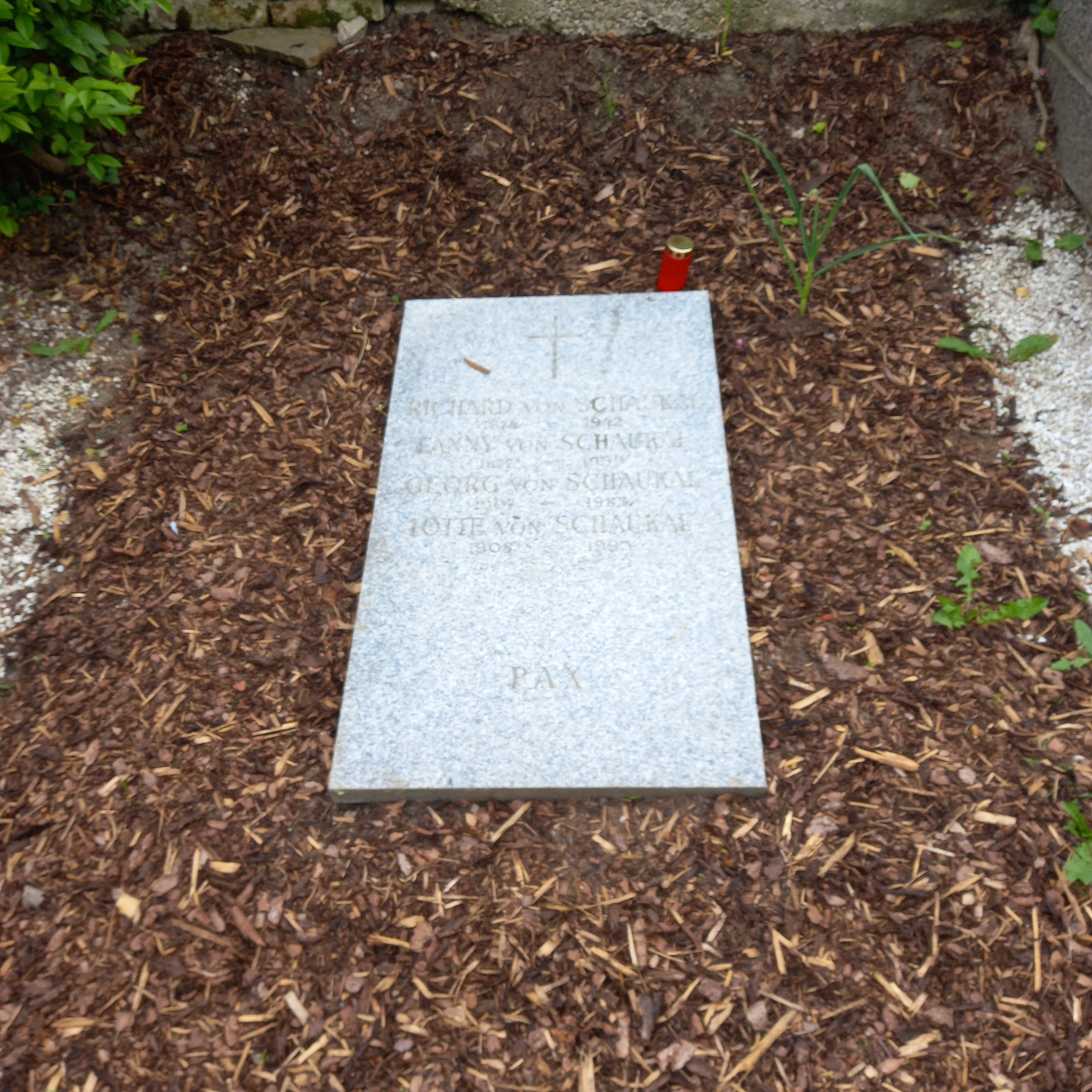
Das Grab von Richard Schaukal und seiner Ehefrau Fanny geborene Hückel auf dem Grinzinger Friedhof in Wien

Richard (von) Schaukal (* 27. Mai 1874 in Brünn; † 10. Oktober 1942 in Wien) war ein österreichischer Dichter.

## Leben und Werk
Richard Schaukal war der Sohn des Brünner Kaufmanns und kaiserlichen Rats Franz von Schaukal (1844–1908) und dessen Ehefrau Wilhelmine (Minna), geborene Seidl.
Nach der Schulzeit in Brünn studierte Richard Schaukal Rechtswissenschaften in Wien und trat anschließend in den Staatsdienst ein. 1898 promovierte er zum Dr. jur. und wurde 1899 an die Bezirkshauptmannschaft nach Mährisch Weißkirchen versetzt. Ebenfalls 1899 heiratete er Fanny Hückel, die Tochter eines Hutfabrikanten, mit der er drei Kinder hatte, darunter Johann Wolfgang (von) Schaukal. Seine Karriere als Staatsbeamter verlief ausgesprochen erfolgreich; 1903 wurde er in das Ministerialpräsidium nach Wien berufen, 1908 zum Ministerialsekretär, 1909 zum Sektionsrat und 1911 zum Ministerialrat ernannt, 1918 wurde er durch Kaiser Karl nobilitiert. Noch im gleichen Jahr verließ er den Staatsdienst, um von da an ausschließlich als freischaffender Dichter, Kritiker und Übersetzer zu arbeiten. Schaukal starb 1942 in Wien, wo er zuletzt mit seiner Familie in der Cobenzlgasse 42 in Döbling, XIX. Wiener Gemeindebezirk wohnte.
Von Wien aus pflegte Schaukal intensive Kontakte zu führenden Vertretern der literarischen Szene, so stand er beispielsweise in regem Briefkontakt mit den Dichtern Arthur Schnitzler, Thomas und Heinrich Mann, Rainer Maria Rilke, Hermann Hesse, Karl Kraus, Arno Holz, Max Brod, Ferdinand von Saar, Bertha von Suttner, Marie von Ebner-Eschenbach und Dora Hohlfeld. Auch verbanden ihn freundschaftliche Verhältnisse mit Malern und Illustratoren wie Heinrich Vogeler, der unter anderen seinen Gedichtband Pierrot und Colombine (1902) illustrierte, oder Alfred Kubin.
Schaukals Wesen ebenso wie sein Schreiben war nicht geschlossen und einheitlich, oft kann man ihn mit seinen eigenen Aussagen widerlegen. Vergleicht man die strengen stilkritischen Bemerkungen, die ihn in den Kontext der Ornamentkritik Karl Kraus’ oder des Architekten Adolf Loos stellen, mit seinen impressionistisch gefärbten literarischen Arbeiten, zu denen neben den frühen Gedichten auch die Novelle Mimi Lynx (1904) zählte, so wird ein krasser Widerspruch deutlich, der Schaukals Charakter und sein Werk insgesamt auszeichnet. In seinen vielschichtigen Tätigkeiten als Schriftsteller, Übersetzer, Rezensent und Kulturkritiker war er gleichermaßen konservativ und progressiv. Da er die verschiedensten Einflüsse seiner Zeit sensibel registrierte und produktiv umsetzte, stellte er eine gleichsam seismographische Figur nicht nur der Wiener Jahrhundertwende, sondern der europäischen Kultur um 1900 dar. Der Historiker Gordon A. Craig sieht bei ihm wie seinen deutschen Zeitgenossen das Unpolitische vorherrschen.
Schaukals auf Lyrik und Novellistik konzentriertes Œuvre umfasst über 75 Werke; die frühen Gedichte orientierten sich an der französischen Lyrik des Symbolismus, die er auch bevorzugt übersetzte, und sind von schwüler, jugendlicher Leidenschaft sowie der elitären Abgrenzung gegenüber der Masse geprägt, besonders der Gedichtband Meine Gärten. Einsame Verse (1897). Im Weiteren kreiste Schaukals Schreiben um die zeittypischen Pole Liebe und Tod, was sich in seinen Gedichten ebenso zeigte wie in dem Novellenband Eros Thanatos (1906). Zu einigen Erzählungen aus dem Prosaband Von Tod zu Tod (1902) existieren Illustrationen von Joseph Beuys.
Schaukals wohl bekanntester Prosatext Leben und Meinungen des Herrn Andreas von Balthesser (1907) beschreibt das Leben eines Dandy in Glossen, Dialogen, Briefen sowie scharfzüngigen Aphorismen. Andreas von Balthesser, „der prächtigste Dandy der österreichischen Poesie“, wie Peter Härtling ihn nannte, vertritt einen dekadent überfeinerten Lebensstil, ist überlegen, lässig, elitär und hasst die Gesellschaft, die er gleichwohl nicht missen möchte. Im Mittelpunkt des Interesses steht seine äußere Erscheinung, die er mit größtem Aufwand inszeniert. Dennoch achtet der Dandy auch auf sein Benehmen, seine Manieren und seine Sprache; das Dandytum ist eine Ideologie.
Mit vielen Intellektuellen teilte Schaukal die Begeisterung für den Ersten Weltkrieg, die sich in seinen Ehernen Sonetten (1915) niederschlug. Ähnlich wie Hugo von Hofmannsthal, Alexander Lernet-Holenia oder Anton Wildgans konnte er sich mit dem Untergang der Donaumonarchie nicht abfinden und verfasste als überzeugter Österreicher und Monarchist kontemplative Texte mit katholisch-philosophischer Prägung sowie biographische Erzählungen.
Er wurde am Grinzinger Friedhof bestattet.
Im Jahr 1973 wurde in Wien-Hernals (17. Bezirk) die Schaukalgasse nach ihm benannt.

## Werke (Auswahl)
- Gedichte, 1893
- Verse 1892–1896, 1896 (enthält Pierrot. Ein Mysterium, S. 71–111; Digitalisat im Internet Archive)
- Meine Gärten, 1897 (Gedichte)
- Tristia, 1898 (Gedichte)
- Tage und Träume, 1899 (Gedichte)
- Sehnsucht, 1900 (Gedichte)
- Intérieurs aus dem Leben der Zwanzigjährigen, 1901
- Von Tod zu Tod und andere kleine Geschichten, 1902
- Das Buch der Tage und Träume. Leipzig, Seemann, 1902 [Erweiterte Ausgabe von 'Tage und Träume'].
- Pierrot und Colombine oder das Lied von der Ehe, 1902
- Mimi Lynx, 1904 (Novelle), zusammen mit Die Sängerin wieder Carl Böschen Verlag, Siegen 1999, ISBN 3-932212-16-9.
- Eros Thanatos, 1906 (Novellen)
- Kapellmeister Kreisler. Dreizehn Vigilien aus einem Künstlerdasein, 1906  online – Internet Archive
- Leben und Meinungen des Herrn Andreas von Balthesser eines Dandy und Dilettanten, 1907, zuletzt Edition Atelier, Wien 2013, ISBN 978-3902498779.
- Giorgone oder Gespräche über die Kunst, 1907
- Buch der Seele, 1908 (Gedichte)
- Vom unsichtbaren Königreich, 1910
- Die Märchen von Hans Bürgers Kindheit, 1913
- Kindergedichte, 1913
- Eherne Sonette. 1914, 1914
- Herbst, 1914 (Gedichte)
- Das Buch Immergrün, 1915
- Heimat der Seele, 1916 (Gedichte)
- Dionys-bácsi, 1922 (Novellen)
- Jahresringe, 1922 (Gedichte)
- Herbsthöhe, 1933 (Gedichte)
- Frühling eines Lebens, 1949 (Memoiren)
- Meine Gärten. Einsame Verse. Herausgegeben von Andreas Wicke und Ingo Warnke, Carl Böschen Verlag, Siegen 2002, ISBN 3-932212-31-2.

- Werke in Einzelausgaben Langen-Müller, München:
  - Betrachtungen. 1960.
  - Kindheit und Jugend. 1965.
  - Um die Jahrhundertwende. 1965.
  - Erzählungen. 1966.
  - Über Dichter. 1966 (über Altenberg, Hans Christian Andersen, Otto Julius Bierbaum, Wilhelm Busch, Dostojewski, Ebner-Eschenbach, Flaubert, Anatole France, Gide, Bogumil Goltz, Grillparzer, Johann Peter Hebel, Hugo von Hofmannsthal, Gottfried Keller, Heinrich von Kleist, Karl Kraus, Conrad Ferdinand Meyer, Eduard Mörike, Nestroy, Jean Paul, Edgar Allan Poe, Wilhelm Raabe, Adalbert Stifter, Vergil, Frank Wedekind, Oscar Wilde).
  - Gedichte. 1967.

## Richard-von-Schaukal-Gesellschaft
Im September 1996 wurde an der Universität Kassel die Richard-von-Schaukal-Gesellschaft gegründet. Ihre publizistische Hauptaktivität ist die Herausgabe des Jahrbuches Eros Thanatos. Es enthält literaturwissenschaftliche Aufsätze und Aktualitäten zur Erforschung von Schaukals Werk sowie der Literatur der Wiener Moderne. Darüber hinaus veranstaltet man Lesungen, Ausstellungen und sammelt philologisches Material zu Schaukals Leben, Umfeld und Rezeption.

### Monographien
- Michael A. Burri: Mobilizing the aristocrat. Pre-war Vienna and the poetics of belligerence in Herzl, Hofmannsthal, Kraus and Schaukal. Dissertation, University of Pennsylvania 1993.
- Thomas Mann (Autor), Claudia Girardi (Hrsg.): Briefe an Richard Schaukal (= Thomas-Mann-Studien 27). Klostermann Verlag, Frankfurt/M. 2003, ISBN 3-465-03243-8.
- Cornelius Mitterer: Im Leben der Anderen. Richard Schaukals literarisches Feld und Netzwerk. Dissertation, Universität Wien 2017.
- Karl Johann Müller: Das Dekadenzproblem in der österreichischen Literatur um die Jahrhundertwende, dargelegt an Texten von Hermann Bahr, Richard von Schaukal, Hugo von Hofmannsthal und Leopold von Andrian (= Stuttgarter Arbeiten zur Germanistik 28). Verlag Heinz, Stuttgart 1977, ISBN 3-88099-027-1.
- Dominik Pietzcker: Richard von Schaukal. Ein österreichischer Dichter der Jahrhundertwende Verlag Königshausen & Neumann, Würzburg 1997, ISBN 3-8260-1367-0 (zugl. Dissertation, Universität Freiburg/B. 1996).
- Claudia Warum: Richard von Schaukal als Kritiker und Übersetzer aus dem Französischen. Dissertation, Universität Wien 1993.

### Aufsätze
- Enrico de Angelis: Die Poesie als Erfahrung des Minimalen. Zwei Symbolisten. In: Giuseppe Farese (Hrsg.): Akten des Internationalen Symposiums „Arthur Schnitzler und seine Zeit“ (Jahrbuch für internationale Germanistik/A; 13). Verlag Lang, Bern 1985, ISBN 3-261-03525-0, S. 225–243.
- Henriette Blasl: „Man muss sich die Menschen vom Leib halten“. Erinnerungen an Richard von Schaukal. In: Der literarische Zaunkönig. Zeitschrift der Erika Mitterer Gesellschaft, 2005, Heft 2, S. 5–8.
- Michael A. Burri: Theodor Herzl and Richard von Schaukal. Self-Styled Nobility and the Sources of Bourgeois Belligerence in Prewar Vienna. In: Austrian History Yearbook, Bd. 28 (1997), ISSN 0067-2378, S. 223–246.
- Francis Claudon: Pariser und Wiener Apokalypse-Paraphrasen. Élémir Bourges, Richard von Schaukal. In: Gerhard R. Kaiser (Hrsg.): Poesie der Apokalypse. Verlag Königshausen & Neumann, Würzburg 1991, ISBN 3-88479-570-8, S. 161–168.
- Claudia von Girardi-Warum: Schwüle Leidenschaft. Richard Schaukal und der Simplicissimus. In: Literatur in Bayern; Sonderheft Simplicissimus, 1996, ISSN 0178-6857, S. 67–69.
- Claudia Girardi: „Und nun hat sich hinter meinem Rücken sozusagen die Schaukalgesellschaft gebildet“. Zur Geschichte der Wiener Schaukalgesellschaft. In: Eros Thanatos. Jahrbuch der Richard-von-Schaukal-Gesellschaft, Jg. 1 (1997), ISSN 1433-3333, S. 9–28.
- Claudia Girardi: „Alte Schlösser lieb ich...“. Mährische Salonkultur am Beginn der literarischen Moderne. Briefe von Marie von Ebner-Eschenbach und Richard Schaukal. In: Norbert Bachleitner u. a. (Hrsg.): Beiträge zu Komparatistik und Sozialgeschichte der Literatur. Festschrift für Alberto Martino (Chloe; 26). Rodopi, Amsterdam 1997, ISBN 90-420-0294-8, S. 741–778.
- Claudia Girardi: Schaukals Intérieurs aus dem Leben der Zwanzigjährigen. Publikation als Therapie oder: „Ich gab es preis. Jetzt ist mir leichter.“ In: Eros Thanatos. Jahrbuch der Richard-von-Schaukal-Gesellschaft, Jg. 3/4. (1999/2000), ISSN 1433-3333, S. 5–26.
- Claudia Girardi: Pierrotdichtungen im deutschen Sprachraum um 1900. In: Florian Krobb, Sabine Strümper-Krobb (Hrsg.): Literaturvermittlung um 1900. Fallstudien zu Wegen ins deutschsprachige kulturelle System (Internationale Forschungen zur allgemeinen und vergleichenden Literaturwissenschaft; 54). Rodopi, Amsterdam 2001, ISBN 90-420-1356-7, S. 93–111.
- Claudia Girardi: Der Dichter Richard von Schaukal als „Konservator“ der guten alten Zeit. In: Ulrich E. Zellenberg (Hrsg.): Konservative Profile. Ideen und Praxis in der Politik zwischen FM Radetzky, Karl Kraus und Alois Mock. Verlag Stocker, Graz 2003, ISBN 978-3-70201007-2, S. 285–3026.
- Claudia Girardi: Schaukal, Richard von. In: Neue Deutsche Biographie (NDB). Band 22, Duncker & Humblot, Berlin 2005, ISBN 3-428-11203-2, S. 590 f. (Digitalisat).
- Peter Härtling: Richard von Schaukal: Balthesser. In: (ders.): Vergessene Bücher. Hinweise und Beispiele. Goverts, 1966, S. 50–56.
- Alexander Huber: „Stil ist Wesensausdruck“. Bemerkungen zu Richard Schaukals Verständnis von Sprache und Stil. In: Eros Thanatos. Jahrbuch der Richard-von-Schaukal-Gesellschaft, Jg. 2 (1998), ISSN 1433-3333, S. 67–92.
- Wilfried Ihrig: Richard von Schaukal, „Leben und Meinungen des Herrn Andreas von Balthesser“. In: Literatur und Kritik, 1986, Heft 209/210, ISSN 0024-466X, S. 471–473.
- Gustav Kars: 1874. In: Literatur und Kritik, 1974, Heft 9, ISSN 0024-466X, S. 144–161.
- Karl Koweindl: „Unser Briefwechsel ist so sehr auf Gefühl und intime Aussprache eingestellt“. Alfred Kubin und Richard von Schaukal. In: Eros Thanatos. Jahrbuch der Richard-von-Schaukal-Gesellschaft, Jg. 2 (1998), ISSN 1433-3333, S. 27–46.
- Michael Kane, Florian Krobb: Afterword. In: Richard Schaukal: The Life and Opinions of Herr Andreas von Balthesser, Dandy and Dilettante (Leben und Meinungen des Herrn Andreas von Balthesser, eines Dandy und Dilettanten). Ariadne Press, Riverside Calif. 2002, ISBN 1-57241-105-8, S. 89–104.
- Florian Krobb: „In den dunkelsten Teil des weitläufigen Parkes...“. Rococo Gardens, Fin-de-Siècle Epigonality and Wahlverwandtschaften Echoes in Richard von Schaukal’s Novella „Eros“. In: Modern Austrian Literature, Bd. 31 (1998), Heft 2, ISSN 0026-7503, S. 52–70.
- Florian Krobb: „denn Begriffe begraben das Leben der Erscheinungen“. Über Richard Schaukals „Andreas von Balthesser“ und die „Eindeutschung“ des Dandy. In: Eros Thanatos. Jahrbuch der Richard-von-Schaukal-Gesellschaft, Jg. 3/4 (1999/2000), ISSN 1433-3333, S. 89–111.
- Sibylle C. Leitner: Richard von Schaukal und Heinrich Vogeler. Paradigma einer Wechselwirkung der Künste. In: Eros Thanatos. Jahrbuch der Richard-von-Schaukal-Gesellschaft, Jg. 2 (1998), ISSN 1433-3333, S. 7–25.
- Steven D. Martinson: Eine Miszelle zu: „Ruine Klamm“. Ein unbekanntes Gedicht von Richard Schaukal. In: Modern Austrian Literature, Jg. 14 (1981), Heft 1/2, ISSN 0026-7503, S. 80–83.
- Christian Neuhuber: Der „Fall Schaukal“. Richard von Schaukals Auseinandersetzungen mit der NS-Presse um „Anschluss“ und „Österreich-Idee“ 1932–1934. In: Modern Austrian Literature, Bd. 38 (2005), Heft 3/4, ISSN 0026-7503, S. 13–36.
- Christian Neuhuber: „...eine nicht unbedeutende Wandlung“. Kulturkonservative Heine-Rezeption am Beispiel Richard von Schaukals. In: Heine-Jahrbuch, Bd. 45 (2006), ISSN 0073-1692, S. 142–164.
- Christian Oesterheld: „Ein Höhenwanderer zur Seelenklarheit“. Schaukal und der George-Kreis. In: Eros Thanatos. Jahrbuch der Richard-von-Schaukal-Gesellschaft, Bd. 3/4 (1999/2000), ISSN 1433-3333, S. 71–88.
- Dominik Pietzcker: Das Gedächtnis der Literatur. Paradigmen des Vergessens am Beispiel Richard von Schaukals. In: Eros Thanatos. Jahrbuch der Richard-von-Schaukal-Gesellschaft, Bd. 3/4 (1999/2000), ISSN 1433-3333, S. 113–123.
- Silke Regin: Richard von Schaukal und die „poetische Mobilmachung“ im August 1914. In: Eros Thanatos. Jahrbuch der Richard-von-Schaukal-Gesellschaft, Bd. 1 (1997), ISSN 1433-3333, S. 29–43.
- Nikola Roßbach: Richard Schaukal und Arthur Schnitzler. Korrespondenzen. In: Eros Thanatos. Jahrbuch der Richard-von-Schaukal-Gesellschaft, Bd. 3/4 (1999/2000), ISSN 1433-3333, S. 27–50.
- Adalbert Schmidt: Richard von Schaukal – dichterischer Zeuge Altösterreichs. In: Sudetenland. Europäische Kulturzeitschrift, Bd. 35 (1993), Heft 1, ISSN 0562-5173, S. 2–8.
- Catrin Siedenbiedel: Richard Schaukals „Der Sturm“ (1925) als Nachdichtung von William Shakespeares „The Tempest“ (1611). In: Eros Thanatos. Jahrbuch der Richard-von-Schaukal-Gesellschaft, Bd. 2 (1998), ISSN 1433-3333, S. 47–66.
- Catrin Siedenbiedel: Das Gartenmotiv in Richard Schaukals „Meine Gärten“. In: Eros Thanatos. Jahrbuch der Richard-von-Schaukal-Gesellschaft, Bd. 3/4 (1999/2000), ISSN 1433-3333, S. 141–156.
- Johann Sonnleitner: Eherne Sonette 1914. Richard von Schaukal und der Erste Weltkrieg. In: Klaus Amann, Hubert Lengauer (Hrsg.): Österreich und der Große Krieg 1914–1918. Die andere Seite der Geschichte. Verlag Brandstätter, Wien 1989, ISBN 3-88447-296-X, S. 152–158.
- Viktor Suchy: Die „österreichische Idee“ als konservative Staatsidee bei Hugo von Hofmannsthal, Richard von Schaukal und Anton Wildgans. In: Friedbert Aspetsberger (Hrsg.): Staat und Gesellschaft in der modernen österreichischen Literatur. Österreichischer Bundesverlag, Wien 1977, ISBN 3-215-02358-X, S. 21–43.
- Markus Tinhof: Richard Schaukals „Leben und Meinungen des Herrn Andreas von Balthesser“ im Kontext der literarischen Charakterologie. In: Eros Thanatos. Jahrbuch der Richard-von-Schaukal-Gesellschaft, Bd. 1 (1997), ISSN 1433-3333, S. 65–88.
- Reinhard Urbach: Leibhaftiges Dilemma der Jahrhundertwende. Bemerkungen zu Richard Schaukal. In: Neue Zürcher Zeitung vom 26./27. April 1975, S. 57.
- Ingo Warnke: Über die Worte hinweg, durch sie hindurch. Richard Schaukals „Andreas von Balthesser“ als Traktat vom Zeichen. In: Eros Thanatos. Jahrbuch der Richard-von-Schaukal-Gesellschaft, Bd. 1 (1997), ISSN 1433-3333, S. 45–64.
- Ingo Warnke: Etymologie der Mimi Lynx. In: Eros Thanatos. Jahrbuch der Richard-von-Schaukal-Gesellschaft, Bd. 1 (1997), ISSN 1433-3333, S. 114–118.
- Ingo Warnke: perforierte (w)orte. Zur Semiotik des Schweigens bei Richard Schaukal. In: Eros Thanatos. Jahrbuch der Richard-von-Schaukal-Gesellschaft, Bd. 3/4 (1999/2000), ISSN 1433-3333, S. 157–170.
- Claudia Warum: Richard von Schaukal und der Dandyismus. In: Siegfried Loewe u. a. (Hrsg.): Literatur ohne Grenzen. Festschrift für Erika Kanduth (Wiener Beiträge zu Komparatistik und Romanistik; 3). Verlag Lang, Frankfurt/M. 1993, ISBN 3-631-45295-0, S. 441–476.
- Claudia Warum: Briefe eines Mährers aus Wien in die Heimat und nach Böhmen. Richard von Schaukal und seine Beziehungen zu den böhmischen Ländern. In: Literatur in Bayern. Bd. 39 (1995), ISSN 0178-6857, S. 74–80.
- Claudia Warum: Richard von Schaukal als Übersetzer französischer Literatur. In: Herbert Zeman (Hrsg.): Die österreichische Literatur. Ihr Profil von der Jahrhundertwende bis zur Gegenwart (1880–1980), Bd. 1. ADEVA, Graz 1989, ISBN 3-201-01499-0, S. 297–316.
- Claudia Warum: Une relation littéraire franco-autrichienne. Georges Duhamel et le traducteur des Elégies et des Ballades, Richard von Schaukal. In: Association des Amis de Georges Duhamel et de l’Abbeye de Créteil (Hrsg.): Georges Duhamel et l’Europe. Actes du colloque 3. fev. 1990. Alliance française, Paris 1990, S. 69–80.
- Andreas Wicke: Die Geburt der Novelle aus dem Geiste des Mythos. Zur Eros-Thanatos-Motivik in Richard Schaukals Novelle „Eros“. In: Eros Thanatos. Jahrbuch der Richard-von-Schaukal-Gesellschaft, Bd. 1 (1997), ISSN 1433-3333, S. 89–104.
- Andreas Wicke: „Schaukal ist ein kurioser Kauz“. Zum Verhältnis Thomas Manns zu Richard Schaukal. In: Eros Thanatos. Jahrbuch der Richard-von-Schaukal-Gesellschaft, Bd. 1 (1997), ISSN 1433-3333, S. 105–113.
- Andreas Wicke: Richard Schaukals Novelle „Mimi Lynx“. Zwischen ›peinlich–engem Naturalismus‹ und ›gewaltsamem Symbolismus‹. In: Eros Thanatos. Jahrbuch der Richard-von-Schaukal-Gesellschaft, Bd. 2 (1998), ISSN 1433-3333, S. 93–117.
- Andreas Wicke: Richard Schaukal „Die Ehe bleibt eine ebenso zweckmäßige wie abenteuerliche Einrichtung“ (Kap. 3.3). Ders.: Jenseits der Lust. Zum Problem der Ehe in der Literatur der Wiener Moderne. Carl Böschen Verlag, Siegen 2000, ISBN 3-932212-22-3, S. 101–124 (zugl. Dissertation, Universität Kassel 1999).
- Andreas Wicke: Richard Schaukals Gedicht „Mondnacht“ als Reflex auf Joseph von Eichendorff. In: Eros Thanatos. Jahrbuch der Richard-von-Schaukal-Gesellschaft, Bd. 3/4 (1999/2000), ISSN 1433-3333, S. 125–140.
- Andreas Wicke: Richard Schaukal und die Lyriktheorie der Jahrhundertwende. In: Modern Austrian Literature, Bd. 34 (2001), Heft 3/4, ISSN 0544-6465, S. 79–93.
- Andreas Wicke: Der paradoxe Dandy. Richard Schaukals „Leben und Meinungen des Herrn Andreas von Balthesser“. In: Günter Helmes u. a. (Hrsg.): Literatur und Leben. Anthropologische Aspekte in der Kultur der Moderne; Festschrift für Helmut Scheuer zum 60. Geburtstag. Narr Verlag, Tübingen 2002, ISBN 3-8233-5883-9, S. 147–160.
- Andreas Wicke: „Die Worte haben uns die Welt zerlogen“. Zu Richard Schaukals Lyrikband „Meine Gärten“. In: Richard Schaukal (Autor), Andreas Wicke, Ingo Warnke (Hrsg.): Meine Gärten. Einsame Verse. Carl Böschen Verlag, Siegen 2002, ISBN 3-932212-31-2, S. 113–131.
- Andreas Wicke: „Das Vage ist das Jugendliche“. Ästhetizismus und Identitätssuche in Erzählungen der Wiener Moderne. In: Der Deutschunterricht. Beiträge zu seiner Praxis und wissenschaftlicher Grundlegung, Bd. 60 (2008), Heft 6, ISSN 0340-2258, S. 40–51.
- Rolf E. Windhorst: Richard von Schaukals Begegnungen mit der französischen Literatur. In: Sprachkunst, Jg. 5 (1974), ISSN 0038-8483, S. 244–267.
- Franz Zeder: „Erlebtheit“ versus „Mache“. Die Richard Schaukal-Thomas Mann-Kontroverse im Spannungsfeld zwischen „Dichter“ und „Literat“. In: Eros Thanatos. Jahrbuch der Richard-von-Schaukal-Gesellschaft, Bd. 3/4 (1999/2000), ISSN 1433-3333, S. 51–70.